# Тораки
Тора́ки — село в Україні, у Путильській селищній громаді Вижницького району Чернівецької області. Населення становить 150 осіб.

## Географія
В селі розташований геологічний заказник — Тораківська стінка. 

## Населення

### Мова
Розподіл населення за рідною мовою за даними перепису 2001 року:
| Мова       | Кількість | Відсоток |
| ---------- | --------- | -------- |
| українська | 150       | 100%     |

## Світлини

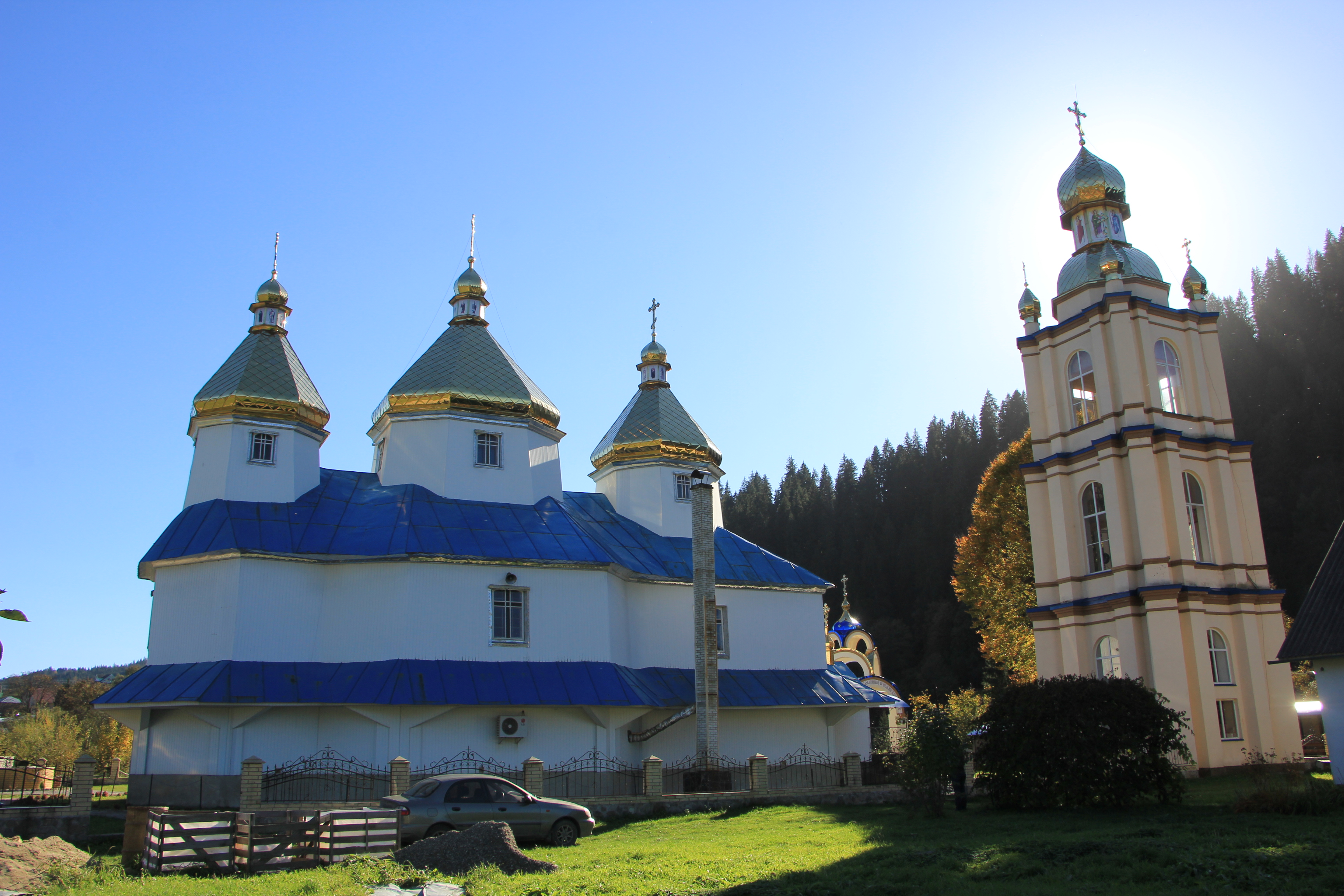
Дерев'яна церква Св. Івана Хрестителя (1877)
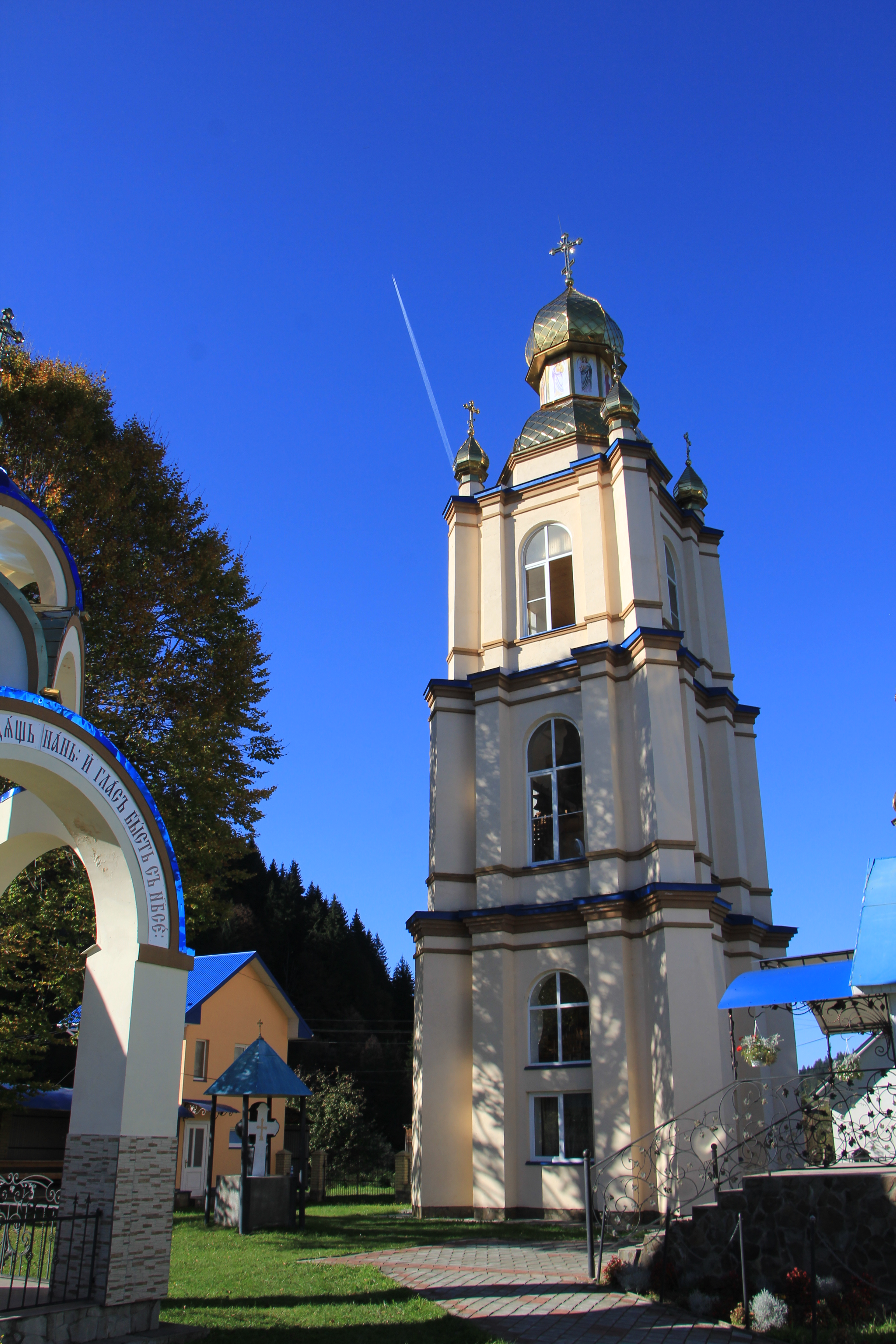
Дзвіниця церкви Св. Івана Хрестителя (1877)
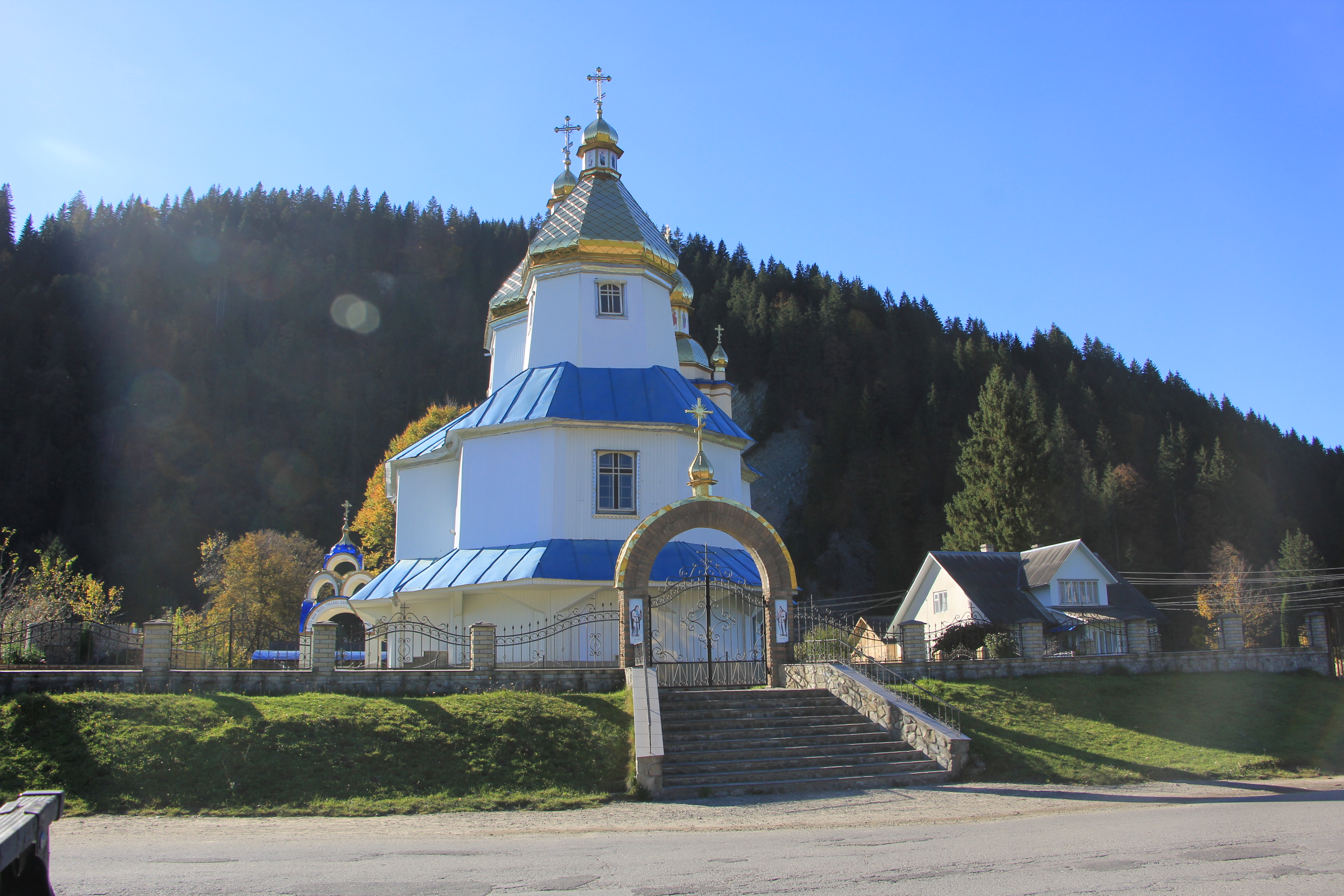
Дерев'яна церква Св. Івана Хрестителя (1877)